# Paraleuctra ezoensis
Paraleuctra ezoensis är en bäcksländeart som beskrevs av Tatemi Shimizu 2000. Paraleuctra ezoensis ingår i släktet Paraleuctra och familjen smalbäcksländor. Inga underarter finns listade i Catalogue of Life.